# صدای ملت
صدای ملت ائتلافی از برخی منتقدان دولت محمود احمدی‌نژاد بود که در آستانه انتخابات نهمین دوره مجلس شورای اسلامی توسط علی مطهری ایجاد شد.
علی مطهری، در آستانه برگزاری انتخابات نهمین دوره مجلس شورای اسلامی و پس از عدم حضور در لیست جبهه متحد اصول‌گرایان، بلافاصله همراه با افرادی چون علی عباسپور و حمیدرضا کاتوزیان، ائتلافی با عنوان «صدای ملت» تشکیل داد و اقدام به ارائه یک فهرست انتخاباتی با عنوان جبهه صدای ملت کرد.
علی مطهری دربارهٔ علت تشکیل این ائتلاف گفت: اگر جبهه پایداری به وحدت تمکین می‌کرد و فهرست نمی‌داد، سایر گروه‌ها هم این کار را نمی‌کردند. اما آن‌ها از اول زیر بار اتحاد نرفتند. وقتی یک گروه، فهرست انتخاباتی مجزا می‌دهد، این حق برای دیگران هم ایجاد می‌شود و عدالت حکم می‌کند که دیگران هم بتوانند لیست بدهند.
مطهری به همراه علی عباسپور، حمیدرضا کاتوزیان و مصطفی رضا حسینی از اصلی‌ترین افراد این جریان بودند. همچنین نام ابوالحسن نواب، معاون سیاسی جامعه روحانیت مبارز که در دو فهرست دیگر قرار نداشت، در لیست صدای ملت، به چشم می‌خورد.
پس از اعلام موجودیت این جبهه انتخاباتی، وب‌سایت جهان‌نیوز، نزدیک به علیرضا زاکانی، نوشت: علت عدم حضور این افراد در لیست جبهه متحد اصول‌گرایان «بخاطر مواضع عجیب آن‌ها در دوران فتنه و پس از آن» بوده‌است.
این وب‌سایت همچنین در واکنش به خبر انتشار فهرست انتخاباتی توسط جبهه صدای ملت، این‌گونه نوشت: "پیش از این نیز برخی گروه‌های شبه اصول‌گرا پس از آن‌که موفق به سهم خواهی از جبهه متحد اصول‌گرایان نشده بودند اعلام کرده بودند که به‌صورت مستقل در انتخابات شرکت خواهند کرد". این رسانه اصول‌گرا ارائه چنین فهرستی را مصداق "جرزنی و تفرقه‌افکنی" دانسته بود."
حمیدرضا مقدم‌فر معاون فرهنگی، اجتماعی فرمانده کل سپاه، دربارهٔ جریان موسوم به صدای ملت که علی مطهری به عنوان رئیس آن مطرح است، گفت: «صدای ملت کاملاً خطا می‌کند و از آب گل آلود ماهی می‌گیرد و آن‌ها نه برای قصد قرب بلکه جذب رای مردم به دولت نقد می‌کنند.»

## ائتلاف صدای ملت در انتخابات مجلس دهم
در آستانه برگزاری انتخابات مجلس دهم، ائتلاف صدای ملت، اقدام به انتشار یک فهرست ۲۰ نفره برای حوزه انتخابیه تهران کرد.
فهرست نهایی «صدای ملت» برای انتخابات دهمین دوره مجلس شورای اسلامی از حوزه انتخابیه تهران، ری، اسلام‌شهر، شمیرانات و پردیس به شرح زیر است.
1. علی مطهری
2. حسن سبحانی
3. کاظم جلالی
4. حسن غفوری فرد
5. علیرضا محجوب
6. سهیلا جلودارزاده
7. محمد خوش‌چهره
8. مصطفی کواکبیان
9. محمدرضا مفتح
10. بهروز نعمتی
11. الیاس حضرتی
12. محمد صالحی‌منش
13. محمود مقدم
14. محمدعلی وکیلی
15. حسین شیخ‌الاسلام
16. محمدرضا دشتی اردکانی
17. حسن بیادی
18. محمد سقایی
19. پروانه مافی
20. محمود صادقی
21. محمدرضا علایی
22. محسن عابدینی‌پور
23. سید محمد حسینی
24. محمد موسی‌خانی
25. مژگان آژیده
26. محمد حسن طریقت منفرد
27. طه عبدخدایی
28. وحید شریعتمداری
29. سید محمد طباطبایی‌نژاد
30. حسن زمانی

## انتخابات دوازدهم مجلس
علی مطهری روز پنج‌شنبه، سوم اسفند از لیست انتخاباتی خود رونمایی کرد. لیستی باحضور ۷ زن و ۷ نماینده پیشین مجلس، ۳ استاندار پیشین کشور، یک پزشک، یک فرماندار، یک وزیر پیشین و ۶ استاد دانشگاه و جمعی دیگر از کسانی که در رزومه آن‌ها عنوان کارشناس یا دانشجوی دکترا یا دکتر ذکر شده‌است.
فهرست ارائه شده در استان تهران:
- علی مطهری؛ استاد دانشگاه تهران و نایب رئیس مجلس دهم
- سیدمحمد بطحایی؛ وزیر پیشین آموزش و پرورش
- محمد هاشمی رفسنجانی؛ استاد دانشگاه علوم پزشکی شهید بهشتی، عضو مرکز تحقیقات جامع سرطان
- محمدرضا آرَم؛ دکترای سازه، مدیر و عضو هیئت علمی سازمان انرژی اتمی ایران
- سیدمحمد اکرمی؛ استاد تمام دانشگاه علوم پزشکی تهران، رئیس انجمن ژنتیک پزشکی ایران
- محمد عیسی انصاری فرد؛ دکترای جغرافیای سیاسی، فرماندار پیشین کرج
- رضا امیدوار تجریشی؛ رئیس خانه صنعت معدن تجارت جوانان استان تهران
- هوشنگ بازوند؛ استاندار پیشین کرمانشاه و لرستان
- علی باقری؛ مدرس دانشگاه و مدیر عامل شرکت‌های مطرح حوزه عمران
- مجید پاهنگ؛ رئیس پیشین هیئت مدیره انجمن صنفی کارگری
- محمدعلی پرستاری؛ کارشناس ارشد مدیریت بازاریابی، ریاست شعب بانک
- محمدمهدی تندگویان؛ معاون پیشین امور جوانان وزارت ورزش و جوانان و عضو دوره چهارم شورای شهر تهران
- بی نظیر جلالی؛ دکترای روان‌شناسی سلامت، مدیرکل پیشین امور فرهنگی بازنشستگان تأمین اجتماعی
- محمد حاتمی؛ استاد دانشگاه خوارزمی و رئیس سازمان نظام روان‌شناسی و مشاوره دوره چهارم
- منصور حقیقت‌پور؛ استاندار پیشین اردبیل
- محبوب حضرتی؛ پزشک عمومی و رئیس بخش واکسیناسیون انستیتو پاستور ایران
- محمد خوش‌چهره؛ استاد اقتصاد دانشگاه تهران و نماینده مجلس هفتم
- پروین داداندیش؛ استاد علوم سیاسی، رئیس پیشین دانشگاه آزاد اسلامی تهران غرب
- اسماعیل دوستی؛ استاندار پیشین کهگیلویه و بویر احمد، نماینده مجلس پنجم و عضو دوره چهارم شورای شهر تهران
- فاطمه رضایی ملک خیلی؛ دکترای مدیریت تکنولوژی
- زهرا ساعی؛ دیپلمات وزارت خارجه، نماینده مجلس دهم
- مجتبی شریعتی نیاسر؛ استاد تمام مهندسی شیمی دانشگاه تهران، معاون پیشین آموزشی وزارت علوم
- عفیفه عابدی؛ دکترای مطالعات سیاسی، گرایش آینده پژوهی
- زهرا عابدینی؛ دکترای جامعه‌شناسی سیاسی معاون سابق مشارکت‌های اجتماعی وزارت کشور
- علی عباسپور طهرانی فرد، استاد تمام دانشگاه صنعتی شریف و نماینده مجلس چهارم، پنجم، هفتم و هشتم
- سید فرهنگ فصیحی لنگرودی؛ دکترای مهندسی صنایع، سرپرست پیشین پارک فناوری و نوآوری صنعت نفت
- محمدرضا محمدی؛ دکترای تخصصی مدیریت محیط زیست و مدیر عامل سابق شرکت خانه سازی ایران
- جواد نظریان؛ دکترای تاریخ، مدیر سابق آموزش و پرورش منطقه ۱۱ و ۶ تهران
- سید جمال هادیان طبائی زواره؛ کارشناس ارشد مدیریت رسانه، فعال رسانه ای فرهنگی و هنری
- همایون یوسفی؛ فوق تخصص خون و سرطان، نماینده مجلس دهم

فهرست ارائه شده در مشهد و کلات:
- محمد افکاری؛ پزشک متخصص
- علی‌علیزاده؛ وکیل پایه یک دادگستری
- حسین عباس‌زاده پهلوان؛ اقتصاد و بازرگانی
- معصومه ابراهیمی؛ فرهنگی، روزنامه‌نگار
- محمد کریمی؛ مدیریت اجرایی

## انتخابات

### مجلس
| ۱۳۹۰ | ۲ از ۲۹۰  | ۲         | ۰٫۶۸%     | هفتم      | مخالف      |           |           |           |
| ۱۳۹۴ | ۱۱ از ۲۹۰ | ۹         | ۳٫۷۹%     | سوم       | حمایت      |           |           |           |
| ۱۳۹۸ | شرکت نکرد | شرکت نکرد | شرکت نکرد | شرکت نکرد | شرکت نکرد  | شرکت نکرد | شرکت نکرد | شرکت نکرد |
| ۱۴۰۲ | ۴۵ از ۲۹۰ | ۳۴        | ۱۵٫۵۱%    | چهارم     | دولت اقلیت |           |           |           |